# Renard pâle (divinité)
Pour les articles homonymes, voir Renard pâle (homonymie).
Le Renard pâle (aussi appelé Yourougou ou Yurugu) est une divinité de la cosmogonie des Dogons, peuple du Mali. Engendré par Amma, le dieu suprême, il apporte dans le monde la révolte et le désordre.

## Le mythe

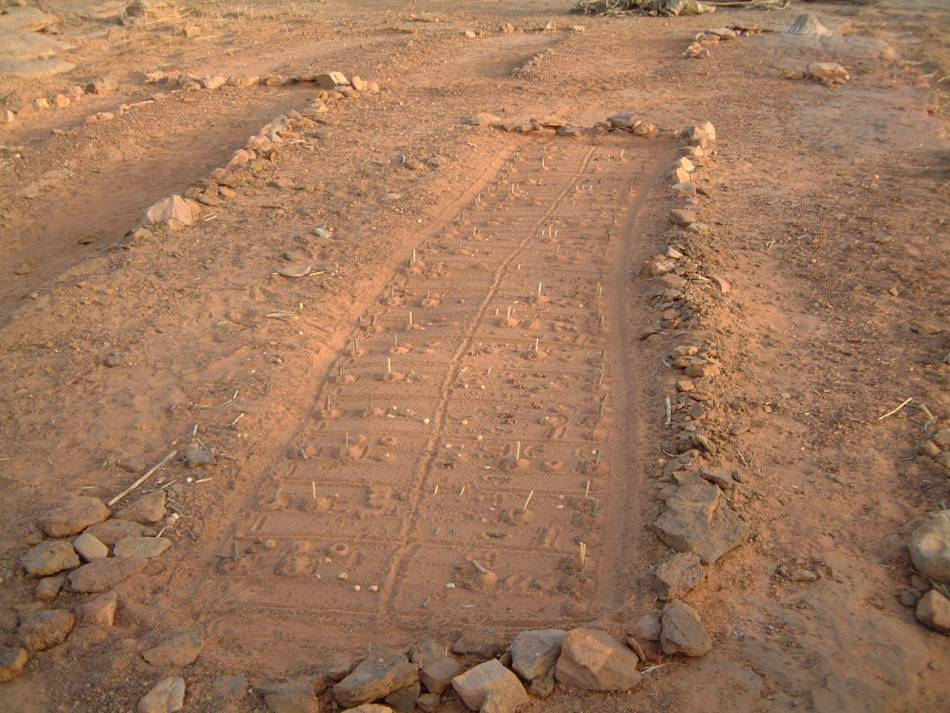
Table de divination en pays dogon à Sangha (Mali).

Amma, après avoir formé la Terre d'un morceau de glaise, s'unit avec elle et donne naissance au Renard pâle, qui se révèle être un fauteur de désordre. Ne trouvant pas de compagne, il commet l'inceste avec sa mère. Pour cela, il perd les yeux ; privé de la lumière, il erre dans la nuit et dans la pénombre des cavernes, dans la quête désespérée d'un double féminin. Dans son errance, il commet vols et pillages.
Le Renard pâle s'oppose à Nommo, un couple d'enfants jumeaux à la fois mâle et femelle que la Terre, maintenant excisée, a donné à Amma et qui joue un rôle important dans le développement de l'espèce humaine.
Le Renard pâle intervient dans la divination. Les devins lui élèvent un autel près des tables de divination. Lorsqu'une personne consulte un devin, celui-ci trace le soir à l'écart du village un grand rectangle, avec de nombreuses cases qu'il garnit de bouts de bois, de cailloux et de signes divers. Des arachides sont jetées sur cet emplacement. Pendant la nuit, les yourougous piétinent l'endroit pour s'emparer des cacahuètes. Au petit matin, le devin revient avec son client et interprète les traces laissées par le renard en fonction des diverses cases, ce qui lui permet de prédire l'avenir ou de répondre à l'interrogation de son client.